# Бондал, Алексей Игоревич
Алексе́й И́горевич Бондал (род. 14 декабря 1961) — российский математик, доктор физико-математических наук (2006), профессор НИУ ВШЭ, ведущий научный сотрудник Математического института имени Стеклова РАН.

## Биография
Окончил школу №57 в 1978 году, Московский государственный университет по специальности «Математика» в 1983 году и аспирантуру Математического института имени Стеклова РАН в 1986 году, работает там же в отделе алгебраической геометрии, по состоянию на 2024 год — ведущий научный сотрудник.
Диссертации:
- Категория представлений квадратичных алгебр и когерентные пучки : диссертация … кандидата физико-математических наук : 01.01.06 / Математический ин-т им. В. А. Стеклова. — Москва, 1988. — 85 с.
- Триангулированные категории в коммутативной и некоммутативной геометрии : диссертация … доктора физико-математических наук : 01.01.06. — Москва, 2005. — 155 с.

## Научная деятельность
Научные интересы: некоммутативная алгебраическая геометрия, теория симплектических группоидов, группы Пуассона — Ли и квантовые группы, представления ассоциативных алгебр, теория t-структур в триангулированных категориях, когерентные алгебры и их гомологические свойства, алгебраические скобки Пуассона на проективных многообразиях, производные категории когерентных пучков на алгебраических многообразиях, основы гомологической и гомотопической алгебры, алгебраические вопросы теории поля, классические диофантовы проблемы, квантовые инварианты топологических многообразий.